# ديف إنغل
ديف إنغل (بالإنجليزية: Dave Engle)‏ هو لاعب كرة قاعدة أمريكي، ولد في 30 نوفمبر 1956 في سان دييغو في الولايات المتحدة.

## وصلات خارجية
- ديف إنغل على موقعبيزبول رفرنس.كوم (الدوري الرئيسي) (الإنجليزية)
- ديف إنغل على موقعبيزبول رفرنس.كوم (الدوري الثانوي) (الإنجليزية)
- ديف إنغل على موقع مشجعي الرسوم البيانية (الإنجليزية)